# Southowram
Southowram är en ort i unparished area Brighouse, i distriktet Calderdale, Storbritannien. Den ligger i distriktet Calderdale i grevskapet West Yorkshire i riksdelen England, i den centrala delen av landet, 270 km norr om huvudstaden London. Southowram ligger 227 meter över havet och antalet invånare är 2 003. Southowram var en civil parish 1866–1937 när blev den en del av Brighouse och Elland. Civil parish hade 2 570 invånare år 1931. Byn nämndes i Domedagsboken (Domesday Book) år 1086, och kallades då Overe/Ovre.
Terrängen runt Southowram är kuperad västerut, men österut är den platt. Runt Southowram är det tätbefolkat, med 947 invånare per kvadratkilometer. Närmaste större samhälle är Bradford, 10,7 km nordost om Southowram. Runt Southowram är det i huvudsak tätbebyggt.